# يسبر اولوفسون
يسبر اولوفسون (بالسويدية: Jesper Olofsson)‏ هو لاعب هوكي الجليد سويدي، ولد في 7 أبريل 1992 في أورنشولدسفيك في السويد.

## وصلات خارجية
- يسبر اولوفسون على موقع EliteProspects.com (الإنجليزية)
- يسبر اولوفسون على موقع HockeyDB.com (الإنجليزية)